# 賽道狂人
是一部2019年上映的美國傳記運動劇情片。電影由詹姆斯·曼高德執導，麥特·戴蒙、克里斯汀·貝爾、強·柏恩瑟、凱特瑞納·巴爾夫、特雷西·萊特、喬許·盧卡斯、諾亞·朱普、雷莫·吉隆和雷·麥克農主演。
《賽道狂人》於2019年11月15日在美國上映，並由二十世紀福斯發行。该片获得了商业上的成功，预算为9700万美元，全球票房为 2.25 亿美元，并获得了一致好评，人们对表演（尤其是贝尔和达蒙）、曼高德的导演、剪辑、声音设计和赛车场面都表示赞赏。

## 剧情
1963年，福特汽车公司的副总裁李·艾科卡提议亨利·福特二世买下陷入财务困境的法拉利，参加利曼24小时耐力赛提振汽车销量。然而恩佐·法拉利利用福特的提议去和飛雅特达成回报更丰富的协议，而这份协议能确保他维持法拉利车队的完全所有权。法拉利婉拒福特的交易之余，不忘故意羞辱福特汽车和福特二世。惱羞成怒的福特公司发誓报仇，下令赛车部门打造一辆能在勒芒击败法拉利的赛车。为了这个任务，艾科卡聘请了1959年勒芒大赛冠军、因心脏病退役的谢尔比美国老闆卡洛·謝爾比。谢尔比继而寻求肯·迈尔斯的帮助，迈尔斯是一位脾气火爆的英国赛车手，也是生活困顿的汽修工。
谢尔比和迈尔斯在洛杉矶国际机场测试了福特 GT40 Mk I原型车，赶在正式賽前找出所有设计缺陷。然而，福特认为迈尔斯不是他们要找的车手，转而邀请菲利普·希尔和布鲁斯·麦克拉伦参加1965年勒芒24小时耐力赛。然而正如迈尔斯所預言的那样，福特没人能完成比赛。福特认为这次失败是奇耻大辱，谢尔比则向他解释GT40已经给恩佐·法拉利造成了恐惧，车子抛锚前在过穆尔桑直道的时候，时速高达218mph。谢尔比和迈尔斯之后继续研发GT40 Mk II，然而车子在试车时刹车失灵，迈尔斯差点撞死。1966年，福特副总裁莱奥·毕比接管赛车部门，计划开除迈尔斯继续计划，但谢尔比载福特狂速兜风，还以自己的公司当赌注，让福特同意迈尔斯参加戴通纳24小时拉力赛，如果获胜就可以进军勒芒。
谢尔比美国参加戴通纳时，毕比让車手霍尔曼-穆迪使用同樣的車型，代表福特自身的纳斯卡车队出賽，打算與谢尔比美国一決高低。由於優秀的維修團隊，霍尔曼-穆迪的進站时间较短，但谢尔比让迈尔斯将车子的轉速限制推升到每分钟7000转，一举夺魁。
在1966年勒芒24小时耐力赛上，迈尔斯第一圈就遇到了车门故障的问题，后来车队工程师菲尔·雷明顿用木槌修门，迈尔斯开始创下圈速，逐渐追上法拉利车队。當邁爾斯正與駕駛法拉利车队最新的原型车330 P3车手洛伦佐·班迪尼競速時，刹车故障需进站修复。恩佐·法拉利对其更换整个煞车系统表示抗议，但谢尔比说服比赛的裁判批准更换。迈尔斯和班迪尼之后再一次在穆尔桑直道展开正面交锋，最终班尼迪的引擎因為墊片沖毀而失效，使得法拉利在比赛中被淘汰。由于領先三位都是福特的車手，毕比下令谢尔比让迈尔斯慢下来，好让另外两位队友並行，给媒体拍摄三辆车一起冲线的镜头。迈尔斯起初反对这一决定，继续在比赛临近结束时刷新圈速，但也决定慢下速度與完成與其他車手一起過線。最终，迈克拉伦以起跑排名顺序取得技术性冠军，但迈尔斯也感谢谢尔比给他在勒芒赛车的机会。
比赛结束两个月后，迈尔斯在河滨国际赛道测试J-车时再一次遭遇刹车失灵，在随之引发的车祸中罹难。半年后，谢尔比前去拜访迈尔斯遗孀莫莉（Mollie）和他的儿子彼得（Peter）。谢尔比给彼得一只扳手，那是迈尔斯1963年在柳树泉赢得美国跑车俱乐部杯前因暴怒而扔向他的。
福特之后于1967年、1968年和1969年夺得三连胜，福特GT也是至今唯一曾奪得勒芒24小时耐力赛冠軍的美國產賽車。2001年，迈尔斯获追授入美国赛车名人堂。

## 演員
- 麥特·戴蒙 飾 卡洛·謝爾比
- 克里斯汀·貝爾 飾 肯·邁爾斯
- 凱特瑞納·巴爾夫（英语：Caitriona Balfe） 飾 茉莉·邁爾斯
- 諾亞·朱普 飾 彼得·邁爾斯
- 特雷西·萊特 飾 亨利·福特二世
- 強·柏恩瑟 飾 李·艾科卡
- 雷莫·吉隆 飾 恩佐·法拉利
- 約翰·約瑟夫·菲爾德 飾 羅伊·隆恩（英语：Roy Lunn）
- 喬許·盧卡斯 飾 李歐·畢比
- 傑克·麥克馬倫（英语：Jack McMullen） 飾 查理·阿加皮歐
- 班傑明·瑞格比（英语：Benjamin Rigby） 飾 布魯斯·麥克拉倫
- 喬·威廉姆森 飾 唐·弗雷
- 亞歷克斯·格瑞尼（英语：Alex Gurney） 飾 丹·格瑞尼
- 柯拉道·因佛尼茲（英语：Corrado Invernizzi） 飾 弗蘭科·高茲
- 雷·麥克農（英语：Ray McKinnon (actor)） 飾 菲爾·雷明頓
- 伊恩·哈丁 飾 福特高層 - 伊恩

## 製作

### 拍攝
主體拍攝於2018年7月30日開始在加利福尼亞州、新奧爾良、亞特蘭大、薩凡納、斯泰茨伯勒、喬治亞州和法國的勒芒等地進行。

## 發行
《賽道狂人》原定於2019年6月28日在美國上映。隨著福斯併入華特迪士尼旗下，迪士尼宣佈電影延期至2019年11月15日上映，中国大陆曾傳聞會由网络平台爱奇艺独播，但之後被迪士尼證實為謠言。之後中國大陸地區與2020年8月7日在電影院上映。

## 迴響

### 評價
爛番茄根據339條評論，持有92%的新鮮度，平均得分7.76／10，觀眾投票獲得98%的分數，平均得分為4.71／5。在Metacritic上，電影獲得81分。

### 票房
| 上一届： 《決戰中途島》 | 2019年美國週末票房冠軍 第46週 | 下一届： 《冰雪奇緣2》 |

## 奖项
| 頒獎典禮             | 獎項         | 名字                                  | 結果 |
| -------------------- | ------------ | ------------------------------------- | ---- |
| 第92屆奧斯卡金像獎   | 最佳影片     | 賽道狂人                              | 提名 |
| 第92屆奧斯卡金像獎   | 最佳音效奖   | 保羅·梅西、大衛·賈馬爾科和史提夫·莫羅 | 提名 |
| 第92屆奧斯卡金像獎   | 最佳剪辑奖   | 安德鲁·巴克蘭及米高·麥庫斯克          | 獲獎 |
| 第92屆奧斯卡金像獎   | 最佳音效剪輯 | 當奴·西爾維斯特                       | 獲獎 |
| 第73屆英國電影學院獎 | 最佳攝影     | 芬頓·帕帕麥可                         | 提名 |
| 第73屆英國電影學院獎 | 最佳聲效     | 保羅·梅西、大衛·賈馬爾科和史提夫·莫羅 | 提名 |
| 第73屆英國電影學院獎 | 最佳剪辑     | 米高·麥庫斯克                         | 獲獎 |

## 外部連結
- 互联网电影数据库（IMDb）上《賽道狂人》的资料（英文）
- 爛番茄上《賽道狂人》的資料（英文）
- AllMovie上《賽道狂人》的资料（英文）
- Metacritic上《賽道狂人》的資料（英文）
- Box Office Mojo上《賽道狂人》的資料（英文）
- 開眼電影網上《賽道狂人》的資料（繁體中文）
- 时光网上《賽道狂人》的資料（简体中文）
- 豆瓣电影上《賽道狂人》的資料 （简体中文）